# Bundestag
El Bundestag (Dieta Federal) és el parlament alemany. Es va establir en la constitució alemanya de 1949 (Grundgesetz), i és el successor de l'anterior Reichstag. El president actual del parlament alemany és Bärbel Bas.

## Confederació Alemanya
S'anomenava popularment Bundestag a l'Assemblea Federal de la Confederació Alemanya de 1815-1866 (oficialment Bundesversammlung), que es reunia a Frankfurt amb un austríac de President. Els delegats eren elegits pels prínceps i governants de les ciutats.

## Imperi Alemany
Amb la dissolució de la Confederació alemanya el 1866 i la fundació de l'imperi Alemany (Deutsches Reich) el 1871, el Reichstag es va establir com el parlament alemany a Berlín i l'edifici actual va ser edificat. Els membres del Reichstag eren escollits per sufragi directe i igual per la població masculina. El Reichstag no va participar en l'elecció del canceller fins a les reformes d'Octubre de 1918.

## República de Weimar
Després de la Revolució de 1918 i l'establiment de la Constitució de Weimar, les dones van obtenir el dret de vot i ser elegides, i el parlament va tenir el dret de retirar la confiança per forçar al Canceller o qualsevol altre membre del govern a retirar-se.

## Tercer Reich
El 23 de març de 1933, un mes després de l'Incendi del Reichstag el parlament va cedir els seus poders al Govern Federal del canceller Adolf Hitler aprovant la Llei de capacitació. A partir de llavors rarament es va reunir, la darrera d'elles el 26 d'abril de 1942.

## República Federal
Amb la nova constitució de 1949, el Bundestag es va establir com el parlament de la República Federal Alemanya. Com Berlín no estava sota la jurisdicció de la constitució, a causa de la Guerra Freda, el Bundestag es va reunir a Bonn a diferents edificis.

## Alemanya
Des de 1999, el parlament alemany es reuneix a Berlín en el seu edifici original, renovat a consciència sota la direcció de l'arquitecte britànic Norman Foster.
Després de les eleccions federals alemanyes de 2021 es va iniciar un debat renovat sobre el sistema d'adjudicació d'escons avançats i d'anivellament vigent des de les eleccions federals alemanyes de 2013, que elegia un Bundestag amb 736 membres, el parlament escollit lliurement més gran del món, i es va reformar el març de 2023 per fixar la mida dels futurs Bundestags en 630 membres.

### Sistema electoral
Cada papereta té dos vots, un per a un candidat de districte i un segon per a una llista de partit estatal, amb un total de 630 diputats, assignats de manera proporcional als vots, seguint el mètode Sainte-Laguë entre els partits que aconsegueixen almenys el 5 per cent dels vots a nivell nacional o guanyen tres districtes electorals. Els candidats que aconsegueixen la majoria (relativa) en un dels 299 districtes reben els primers diputats i els escons restants de cada partit s'ocupen segons l'ordre de la llista del partit. Els partits que representen grups minoritaris encara estan exempts del llindar del cinc per cent.

## Composicions de les legislatures des de1949
| Bundestag     | Sessió    | Escons | CDU/CSU | CDU/CSU | SPD  | SPD | FDP  | FDP | Aliança 90 / Els Verds1 | Aliança 90 / Els Verds1 | L'Esquerra2 | L'Esquerra2 | DP/AfD | DP/AfD | Altres Sonstige | Altres Sonstige |
| ------------- | --------- | ------ | ------- | ------- | ---- | --- | ---- | --- | ----------------------- | ----------------------- | ----------- | ----------- | ------ | ------ | --------------- | --------------- |
| 1r Bundestag  | 1949-1953 | 402    | 34,6    | 139     | 32,6 | 131 | 12,9 | 52  |                         |                         |             |             | 4,2    | 17     | 15,7            | 633             |
| 2n Bundestag  | 1953-1957 | 487    | 49,9    | 243     | 31,0 | 151 | 9,8  | 48  |                         |                         |             |             | 3,1    | 15     | 6,2             | 304             |
| 3r Bundestag  | 1957-1961 | 497    | 54,3    | 270     | 34,0 | 169 | 8,3  | 41  |                         |                         |             |             | 3,4    | 17     |                 |                 |
| 4t Bundestag  | 1961-1965 | 499    | 48,5    | 242     | 38,1 | 190 | 13,4 | 67  |                         |                         |             |             |        |        |                 |                 |
| 5è Bundestag  | 1965-1969 | 496    | 49,4    | 245     | 40,7 | 202 | 9,9  | 49  |                         |                         |             |             |        |        |                 |                 |
| 6è Bundestag  | 1969-1972 | 496    | 48,8    | 242     | 45,2 | 224 | 6,0  | 30  |                         |                         |             |             |        |        |                 |                 |
| 7è Bundestag  | 1972-1976 | 496    | 45,3    | 225     | 46,4 | 230 | 8,3  | 41  |                         |                         |             |             |        |        |                 |                 |
| 8è Bundestag  | 1976-1980 | 496    | 49,0    | 243     | 43,1 | 214 | 7,9  | 39  |                         |                         |             |             |        |        |                 |                 |
| 9è Bundestag  | 1980-1983 | 497    | 45,5    | 226     | 43,9 | 218 | 10,6 | 53  |                         |                         |             |             |        |        |                 |                 |
| 10è Bundestag | 1983-1987 | 498    | 49,0    | 244     | 38,8 | 193 | 6,8  | 34  | 5,4                     | 27                      |             |             |        |        |                 |                 |
| 11è Bundestag | 1987-1990 | 497    | 44,9    | 223     | 37,4 | 186 | 9,3  | 46  | 8,4                     | 42                      |             |             |        |        |                 |                 |
| 12è Bundestag | 1990-1994 | 662    | 48,2    | 319     | 36,1 | 239 | 11,9 | 79  | 1,2                     | 8                       | 2,6         | 17          |        |        |                 |                 |
| 13è Bundestag | 1994-1998 | 672    | 43,7    | 294     | 37,5 | 252 | 7,0  | 47  | 7,3                     | 49                      | 4,5         | 30          |        |        |                 |                 |
| 14è Bundestag | 1998-2002 | 669    | 36,7    | 245     | 44,5 | 298 | 6,4  | 43  | 7,0                     | 47                      | 5,4         | 36          |        |        |                 |                 |
| 15è Bundestag | 2002-2005 | 603    | 41,1    | 248     | 41,7 | 251 | 7,8  | 47  | 9,1                     | 55                      | 0,3         | 2           |        |        |                 |                 |
| 16è Bundestag | 2005-2009 | 614    | 36,8    | 226     | 36,2 | 222 | 9,9  | 61  | 8,3                     | 51                      | 8,8         | 54          |        |        |                 |                 |
| 17è Bundestag | 2009-2013 | 622    | 38,4    | 239     | 23,5 | 146 | 15,0 | 93  | 10,9                    | 68                      | 12,2        | 76          |        |        |                 |                 |
| 18è Bundestag | 2013-2017 | 631    | 49,3    | 311     | 30,6 | 193 | –    | –   | 10,0                    | 63                      | 10,1        | 64          |        |        |                 |                 |
| 19è Bundestag | 2017-2021 | 709    | 32,9    | 200     | 20,5 | 152 | 10,7 | 80  | 8,9                     | 67                      | 9,2         | 69          | 12,6   | 87     |                 |                 |
| 20è Bundestag | 2021-     | 736    | 24,1    | 152     | 25,7 | 206 | 11,5 | 92  | 14,8                    | 118                     | 4,9         | 39          | 10,3   | 83     | 0,1             | 15              |

1 Des de 1983 fins al 1990 Els Verds, de 1990 a 1994 Aliança 90 i des de 1994 Aliança 90/Els Verds
2 Des del 1990 fins al 2005 Partit del Socialisme Democràtic (PDS), de 2005 a 2007 Partit de l'Esquerra.PDS, i des de 2007 L'Esquerra
3 Inclou: BP 17, KPD 15, WAV 12, Zentrum 10, DKP-DRP 5, Independents 3 i SSW 1
4 Inclou: GB/BHE 27 i Zentrum 3

Variacions dels partits polítics

5 Inclou: SSW 1

## Presidents del Bundestag (des de 1949)
| Núm. | Nom                                        | Inici                  | Fi                     | Partit |
| ---- | ------------------------------------------ | ---------------------- | ---------------------- | ------ |
| 1.   | Erich Köhler (polític alemany) (1892-1958) | 7 de setembre de 1949  | 18 d'octubre de 1950   | CDU    |
| -    | Vacant                                     | 18 d'octubre de 1950   | 19 d'octubre de 1950   | -      |
| 2.   | Hermann Ehlers (1904-1954)                 | 19 d'octubre de 1950   | 29 d'octubre de 1954   | CDU    |
| -    | Vacant                                     | 29 d'octubre de 1954   | 16 de novembre de 1954 | -      |
| 3.   | Eugen Gerstenmaier (1906-1986)             | 16 de novembre de 1954 | 31 de gener de 1969    | CDU    |
| -    | Vacant                                     | 31 de gener de 1962    | 5 de febrer de 1969    | -      |
| 4.   | Kai-Uwe von Hassel (1913-1997)             | 5 de febrer de 1969    | 13 de desembre de 1972 | CDU    |
| 5.   | Annemarie Renger (1919-2008)               | 13 de desembre de 1972 | 14 de desembre de 1976 | SPD    |
| 6.   | Karl Carstens (1914-1992)                  | 14 de desembre de 1976 | 31 de maig de 1979     | CDU    |
| 7.   | Richard Stücklen (1916-2002)               | 31 de maig de 1979     | 29 de març de 1983     | CSU    |
| 8.   | Rainer Barzel (1924-2006)                  | 29 de març de 1983     | 25 d'octubre de 1984   | CDU    |
| -    | Vacant                                     | 25 d'octubre de 1984   | 5 de novembre de 1984  | -      |
| 9.   | Philipp Jenninger (*1932)                  | 5 de novembre de 1984  | 11 de novembre de 1988 | CDU    |
| -    | Vacant                                     | 11 de novembre de 1988 | 25 de novembre de 1988 | -      |
| 10.  | Rita Süssmuth (*1937)                      | 25 de novembre de 1988 | 26 d'octubre de 1998   | CDU    |
| 11.  | Wolfgang Thierse (*1943)                   | 26 d'octubre de 1998   | 18 d'octubre de 2005   | SPD    |
| 12.  | Norbert Lammert (*1948)                    | 18 d'octubre de 2005   | 24 d'octubre de 2017   | CDU    |
| 13.  | Wolfgang Schäuble (*1942)                  | 24 d'octubre de 2017   | 26 d'octubre de 2021   | CDU    |
| 14.  | Bärbel Bas (*1968)                         | 26 d'octubre de 2021   | càrrec en exercici     | SPD    |